# Joel Svensson (konstnär)
Joel Svensson, född 20 januari 1950, konstnär, läkare. Joel Svensson sitter med i styrelsen för Galleri SubBau, Göteborg. Medförfattare till boken "Här bor Dick Bengtsson" utgiven år 2005.

## Utställningar
- Citygalleriet, Atelier Nord, Oslo, 1998
- Cashbox, Galleri Box, Göteborg, 2000
- Gyllene Tider, Röhsska Museet, Göteborg, 2002
- Nordicliveart, Göteborgs Konsthall, Göteborg, 2003
- Decembersalong, Galleri SubBau, Göteborg, 2003
- Galleri PS, Gothenburg - Drawing Exhibition, 2004
- Julsalong, Galleri Dunér, Göteborg, 2005
- Cashbox, Galleri Box, Göteborg, 2006
- Galleri PS, Göteborg, 2015
- Cashbox, Galleri Box, Göteborg, 2018